# جائزة اليابان الكبرى للدراجات النارية 2006
جائزة اليابان الكبرى للدراجات النارية 2006 هو سباق دراجات نارية أقيم بتاريخ 24 سبتمبر 2006. كان الجولة الخامسة عشر من أصل 17 في سباق الجائزة الكبرى للدراجات النارية موسم 2006. فاز الإيطالي لوريس كابيروسي بفئة الموتو جي بي بينما جاء الإيطالي فالنتينو روسي في المركز الثاني وحصل على المركز الثالث الإيطالي ماركو ميلاندري.

## وصلات خارجية
- الموقع الرسمي